# O.P.KING (アルバム)
『O.P.KING』（オー・ピー・キング）は、O.P.KINGのアルバム。

## 概要
- エスエムイーレコーズ、キューンレコード、キングレコードの3レーベルからジャケットが色違いのものがリリースされた。それぞれ収録内容は同じ。3社による同一CDの発売は異例とされ、またオリコンチャートでは3社のセールスを合算して集計された[1]。

## 収録曲
1. O.P.KINGのテーマ
  - （作詞・作曲: O.P.KING）
  - サントリーフーズ『DAKARA』KARADA RESCUEキャンペーンTVCMソング。
  - 歌詞中の「チャック・ベリー」は、アルバム発売と同時期にチャックの前座をすることが決定していたことによる。
2. ミサイル畑で雇われて
  - （作詞・作曲: 大木温之）
3. Rock'N'Rollが必要だ
  - （作詞・作曲: 奥田民生）
4. OVER
  - （作詞・作曲: YO-KING）
5. BAD BOY
  - （作詞・作曲: Larry Williams）
  - リードボーカルは奥田。ラリー・ウィリアムズの楽曲。
6. RIP IT UP〜Ready Teddy
  - （作詞・作曲: Richard Penniman）
  - リードボーカルはYO-KING。両曲ともリトル・リチャードの楽曲。
7. Hippy Hippy Shake
  - （作詞・作曲: Chan Romero）
  - リードボーカルは大木。チャン・ロメロの楽曲。
8. 通り過ぎる夏
  - （作詞・作曲: O.P.KING）